# فيليب واين باول
فيليب واين باول (بالإنجليزية: Philip Wayne Powell)‏ هو مؤرخ أمريكي، ولد في 30 أكتوبر 1913، وتوفي في 17 سبتمبر 1987 بسبب نوبة قلبية.